# Machigengacris
Machigengacris is een geslacht van rechtvleugeligen uit de familie veldsprinkhanen (Acrididae). De wetenschappelijke naam van dit geslacht is voor het eerst geldig gepubliceerd in 1977 door Descamps.

## Soorten
Het geslacht Machigengacris omvat de volgende soorten:
- Machigengacris peruviana Descamps, 1977
- Machigengacris vittata Bruner, 1920